# Elephantomyia (Elephantomyia) atropleura
Elephantomyia (Elephantomyia) atropleura is een tweevleugelige uit de familie steltmuggen (Limoniidae). De soort komt voor in het Afrotropisch gebied.